# Ercole l'invincibile
 Hercule Invincibilul  (titlu original:  Ercole l'invincibile) este un film italian peplum din 1964 produs și regizat de Alvaro Mancori și Lewis Mann despre eroul grec Hercule.  Este primul film cinematografic regizat de Alvaro Mancori  (care a regizat doar două astfel de filme, al doilea fiind Racconti a due piazze  în 1965). Rolurile principale au fost interpretate de actorii Dan Vadis ca Hercule, Spela Rozin ca Telca și Carla Calò ca Ella, regina din Demulus. Scenariul este scris de Alvaro Mancori după o povestire de Pat Kein și Kirk Mayer.

## Prezentare
Hercule o salvează pe Teica, fiica regelui Tedaeo, din gura unui  leu și se îndrăgostește nebunește de ea.
Tatăl său ca să i-o dea în căsătorie îl cere lui Hercule să ucidă un dragon feroce care îi terorizează poporul. Pentru aceasta îi trebuie o suliță care poate ucide dragonul, dar vrăjitoarea care îi dă sulița îi cere în schimb dintele dragonului, același pe care îl vrea și regele.  Deoarece Hercule a promis dintele dragonului regelui Tedaeo, vrăjitoarea îl avertizează că magia dintelui va funcționa doar o singură dată.
Hercule reușește în această misiune, dar când se întoarce după recompensă găsește orașul distrus și descoperă că regele a fost ucis de Kebaol, șeful poporului Demulus, care a răpit, de asemenea, pe iubita sa. Demulus este un trib care trăiește în interiorul unui munte și mănâncă inimile prizonierilor.
Hercule o eliberează și răzbună moartea regelui.

## Distribuție
- Dan Vadis -Hercule / Ercole (Argolese)
- Spela Rozin – Telca / Teica
- Carla Calò - Ella, regina din  Demulus
- Ken Clark –Kebaol /  Kabol, tatăl Melissei
- Jon Simons – Babar
- Maria Fiore : Melissa
- Jannette Barton - Etel
- Ugo Sasso - Regele Tedaeo, tatăl lui Teica
- Howard Ross -  Căpitanul gărzii
- Olga Solbelli – Oracolul / Sibilla
- Alberto Cevenini – fratele prințesei Teica
- Rosemarie Lindt – Sclavă
- Kriss Moss – Gardă
- Jannette Le Roy - Sclavă
- Sara Laurier - Sclavă
- Christine Mathius - Sclavă

## Producție
Este produs de studioul de filme Metheus Film. Filmul este cunoscut și ca  Son of Hercules in the Land of Darkness; acest titlu face referire la o serie de filme similare rearanjate pentru televiziune  sub denumirea The Sons of Hercules. 
Hercule Invincibilul folosește anumite scene și muzica din filmul  Hercule  și din alte filme de acest gen.

## Lansare și primire
A avut premiera în Italia la 19 martie 1964.  